# Villers-Allerand
Villers-Allerand is een gemeente in het Franse departement Marne (regio Grand Est). De plaats maakt deel uit van het arrondissement Reims. Villers-Allerand telde op 1 januari 2022 934 inwoners.

## Geografie
De oppervlakte van Villers-Allerand bedroeg op 1 januari 2022 12,3 vierkante kilometer; de bevolkingsdichtheid was toen 75,9 inwoners per km².

## Demografie
Onderstaande figuur toont het verloop van het inwonertal (bron: INSEE-tellingen).